# Municipio de Hulbert (Dakota del Sur)
El municipio de Hulbert (en inglés: Hulbert Township) es un municipio ubicado en el condado de Hand en el estado estadounidense de Dakota del Sur. En el año 2010 tenía una población de 50 habitantes y una densidad poblacional de 0,53 personas por km².

## Geografía
El municipio de Hulbert se encuentra ubicado en las coordenadas 44°24′46″N 98°45′51″O / 44.41278, -98.76417. Según la Oficina del Censo de los Estados Unidos, el municipio tiene una superficie total de 94.01 km², de la cual 93,95 km² corresponden a tierra firme y (0,07 %) 0,06 km² es agua.

## Demografía
Según el censo de 2010, había 50 personas residiendo en el municipio de Hulbert. La densidad de población era de 0,53 hab./km². De los 50 habitantes, el municipio de Hulbert estaba compuesto por el 100 % blancos. Del total de la población el 0 % eran hispanos o latinos de cualquier raza.